# Hoplocheylus johnstoni
Hoplocheylus johnstoni är en kvalsterart som beskrevs av Warren T. Atyeo och Baker 1964. Hoplocheylus johnstoni ingår i släktet Hoplocheylus och familjen Tarsocheylidae. Inga underarter finns listade i Catalogue of Life.